# Geodia alba
Geodia alba är en svampdjursart som först beskrevs av Kieschnick 1896.  Geodia alba ingår i släktet Geodia och familjen Geodiidae. Utöver nominatformen finns också underarten G. a. minor.